# ステラ ヒトラーにユダヤ人同胞を売った女
『ステラ ヒトラーにユダヤ人同胞を売った女』（原題：Stella. Ein Leben.「ステラ - ある人生」）は、2023年制作のドイツ映画。
第二次世界大戦中、収容所送りを免れるため、ゲシュタポのスパイとなって大勢のユダヤ人同胞を密告して収容所送りにしたステラ・ゴルトシュラークの実話を描く。

## あらすじ
1940年8月、ベルリン。18歳のユダヤ人少女ステラ・ゴルトシュラークは、アメリカに渡ってジャズシンガーになることを夢見ていたが、それは叶わぬ夢に終わった。
3年後、工場で強制労働を強いられていたステラは、ユダヤ人向けの偽造パスポートを販売するロルフと出会い、恋に落ちる。彼女の周囲でも収容所へ送られる同胞が出始め、多くの同胞が隠れて生活している中、ステラは「今しかない青春を謳歌したい」という若さゆえの無鉄砲な行動を繰り返したため、ある日とうとうゲシュタポに逮捕されてしまう。
ステラはゲシュタポからユダヤ人の逮捕への協力を迫られる。もし拒否すれば、両親共々収容所送りになる。それを免れるため、ステラは隠れている同胞を次々とゲシュタポに密告していく。
そして終戦後、ステラは裁判にかけられることになる。

## キャスト
- ステラ・ゴルトシュラーク：パウラ・ベーア
- ロルフ・イザークソン：ヤニス・ニーヴーナー
- トニ・ゴルトシュラーク：カッチャ・リーマン
- ゲルト・ゴルトシュラーク：ルーカス・ミコ
- アーロン・サロモン：ベキム・ラティフィ
- ペーター：ジョエル・バズマン
- マンフレート・キューブラー：ダミアン・ハルドン
- ドッベルケ将校：ゲアディ・ツィント
- インゲ：メイヴ・メテルカ